# Microbial Cell
Microbial Cell, abgekürzt Microb Cell, ist eine monatlich erscheinende wissenschaftliche Fachzeitschrift, die von Shared Science Publishers herausgegeben wird. Die Artikel sind online durch Open Access frei zugänglich und durch Peer-Review geprüft. Es werden Original- und Übersichtsartikel, sowie Kommentare, aus den Bereichen der Mikrobiologie, Zellbiologie und der Modellierung von Humankrankheiten mittels Einzeller als Modellorganismen veröffentlicht.
Die Zeitschrift wird von drei Chefredakteuren, die sie 2014 gegründet haben, geführt: Frank Madeo (Universität Graz, Österreich), Didac Carmona-Gutierrez (Universität Graz, Österreich) und Guido Kroemer (Paris, Frankreich).
Indiziert ist Microbial Cell unter anderem in PubMed Central, DOAJ und dem Web of Science. Der von Scopus berechnete CiteScore betrug für das Jahr 2019 5,4 und für 2020 5,1.